# Greg Norton
Greg Norton (Rock Island, 13 marzo 1959) è un musicista statunitense, noto principalmente per aver fatto parte del gruppo alternative rock Hüsker Dü come bassista.
Dopo lo scioglimento della band nel 1987, Norton formò i Grey Area con l'ingegnere del suono Colin Mansfield e Jo Jones. Dopo che anche questa band si era sciolta nel 1991, Norton lasciò la scena musicale per fare il gestore di ristoranti, ma tornò a suonare nel 2006 con una nuova band, Gang Font feat. Interloper. Il gruppo è formato da Norton, Dave King (di The Bad Plus, Happy Apple, Halloween, Alaska, 12 Rods e The Love-Cars), Eric Fratzke di Zebulon Pike e Happy Apple, e Craig Taborn.

## Discografia

### Con gli Hüsker Dü
- 1982 - Everything Falls Apart
- 1984 - Zen Arcade
- 1985 - New Day Rising
- 1985 - Flip Your Wig
- 1986 - Candy Apple Grey
- 1987 - Warehouse: Songs and Stories

### Con i Gang Font featuring Interloper

#### Album di studio
- 2007 - Gang Font featuring Interloper

### Altri album
- 2008 - Rhys Chatham, Guitar Trio Is My Life! - basso